# Osaka Marvelous
Osaka Marvelous är en volleybollklubb (damer) från Nishinomiya, Japan. Klubben grundades 1956. Den har vunnit V.League Division 1 tre gånger (2011, 2020 och 2021) och Kurowashiki All Japan Volleyball Tournament fem gånger (2011, 2012, 2015, 2016 och 2018). Internationellt har laget som bäst kommit trea i Asian Women's Club Volleyball Championship  (2010). Klubben ägs av Japan Tobacco, som också äger herrvolleybollaget JT Thunders. Klubben hette tidigare JT Marvelous.